# 1855 dans le catholicisme
Chronologie du catholicisme
- 1851
- 1852
- 1853
- 1854
- 1855
- 1856
- 1857
- 1858
- 1859

Cet article présente les faits marquants de l'année 1855 dans le catholicisme.

## Évènements
- 17 décembre : Création de 4 cardinaux par Pie IX.

## Décès
- 13 avril : Carlo Oppizzoni, cardinal italien, archevêque de Bologne (° 15 avril 1769)
- 13 novembre : Jacques Van de Velde, prélat jésuite et missionnaire belge, évêque de Chicago (° 3 avril 1795)